# Cray XT4
El Cray XT4 (denominada Hood durante su desarrollo) es una versión actualizada de la supercomputadora Cray XT3, ambas de Cray Inc.. Fue lanzada el 18 de noviembre de 2006. Incluye una versión actualizada del enrutador de interconexión SeaStar, llamado SeaStar2, zócalos de CPU Socket AM2 para los procesadores AMD x86-64 Opteron y memoria de 240 pines DDR2. El XT4 también incluye soporte para coprocesadores FPGA los cuales se conectan en las placas de Servicio y de E/S. La interconexión, el gabinete, el software y el entorno de programación son idénticos al del Cray XT3. Fue continuado por el Cray XT5.